# دولنی تشرمنا
دولنی تشرمنا (به چکی: Dolní Čermná) یک منطقهٔ مسکونی در جمهوری چک است که در ناحیه اوستی ناد اورلیتسی واقع شده‌است. دولنی تشرمنا ۱٬۳۰۲ نفر جمعیت دارد.